# Мийзамаа (Йиґева)
Ми́йзамаа (ест. Mõisamaa küla) — село в Естонії, у волості Йиґева повіту Йиґевамаа.

## Населення
Чисельність населення на 31 грудня 2011 року становила 36 осіб.

## Географія
Село розташоване на відстані приблизно 2 км на північний захід від міста Йиґева. Поблизу села проходить автошлях 39 (Тарту — Йиґева — Аравете).